# 巡幸
巡幸或巡狩通常指君主外出视察。

## 中国
古中国天子巡视四方诸侯，谓之巡狩，如秦始皇东巡。皇帝巡视各地并不鲜见。皇帝出巡，通常会命太子监国。民间对皇帝出巡多有演义、传说，微服私访的传说更是不胜枚举。

### 巡狩之礼
《白虎通义》中称，天子应五年一次巡狩，二月向东巡狩，五月向南巡狩，八月向西巡狩，十一月向北巡狩。
另一种情况，以「巡幸」一词指代皇帝出逃京城，如唐朝皇帝的八次出幸、晚清庚子事变中慈禧太后和光绪帝的两宫西狩。

## 相关
- 微服私访
- 行幸 (日本)

## 延伸阅读
[在维基数据编辑]
 《欽定古今圖書集成·經濟彙編·禮儀典·巡狩部》，出自陈梦雷《古今圖書集成》